# Inara (genus)
Inara is een geslacht van wantsen uit de familie van de roofwantsen (Reduviidae). De wetenschappelijke naam van het geslacht werd in 1859 gepubliceerd door Carl Stål.

## Soorten
Het geslacht omvat de volgende soorten:

- Inara alboguttata Stål, 1863
- Inara anambana Miller, 1941
- Inara currax Breddin, 1903
- Inara flavopicta Stål, 1859
- Inara iracunda Miller, 1940
- Inara sphecoidea Bergroth, 1913